# Дятлы-кампетеры
Дятлы-кампетеры (лат. Campethera) — род птиц семейства дятловых. Представители рода распространены в Африке южнее Сахары. Естественными местами обитания являются редколесья, акациевые и молочаевые саванны, галерейные леса, плантации и сады. Избегают как пустынь и безлесных травянистых равнин, так и густых влажных тропических лесов. Встречаются поодиночке, парами или небольшими семейными группами, ведут оседлый образ жизни. Питаются насекомыми, преимущественно муравьями и термитами, а также жуками, личинками, пауками, многоножками и т. п. Ищут пищу на деревьях, под корой, некоторые виды дятлов-кампетеров ведут наземный образ жизни и ищут пищу на земле, а некоторые ищут насекомых среди мха и лишайников в верхней части старых деревьев. Гнездятся в дуплах деревьев. В кладке от 2 до 5 яиц. Насиживают яйца и ухаживают за птенцами и самки, и самцы.

## Виды
В состав рода включают 11 видов:
| Изображение | Русское название         | Научное название          | Распространение |
| ----------- | ------------------------ | ------------------------- | --- |
|             | Мелкопятнистая кампетера | Campethera punctuligera   | регион Судан и близлежащие области |
|             | Бенеттова кампетера      | Campethera bennettii      | юг Африки |
|             |                          | Campethera scriptoricauda | Мозамбик, Малави и Танзания |
|             | Нубийская кампетера      | Campethera nubica         | от Чада на западе до Сомали на востоке и Танзании на юге |
|             | Золотохвостая кампетера  | Campethera abingoni       | Ангола, Бенин, Ботсвана, Камерун, Центральноафриканская Республика, Чад, Республика Конго, Демократическая Республика Конго, Кот-д’Ивуар, Эсватини, Гамбия, Гана, Гвинея, Гвинея-Бисау, Кения, Мавритания, Малави, Мали, Мозамбик, Намибия, Руанда, Сенегал, Южная Африка, Южная Африка: Судан, Танзания, Уганда, Замбия и Зимбабве |
|             |                          | Campethera mombassica     | Кения, Сомали и Танзания |
|             | Тигровая кампетера       | Campethera notata         | Южная Африка |
|             | Пятнистая кампетера      | Campethera cailliautii    | Ангола, Бурунди, Габон, Гана, Демократическая Республика Конго, Замбия, Зимбабве, Камерун, Кения, Республика Конго, Малави, Мозамбик, Нигерия, Руанда, Сомали, Судан, Танзания, Того, Уганда, Центральноафриканская Республика, Экваториальная Гвинея, Эфиопия                                                                      |
|             | Золотоспинная кампетера  | Campethera maculosa       | Сенегал, Гвинея-Бисау, Сьерра-Леоне, Либерия, Кот-д’Ивуар и Гана |
|             | Полосатогорлая кампетера | Campethera tullbergi      | Камерунское нагорье и Биоко |
|             |                          | Campethera taeniolaema    | от востока Конго до Кении и Танзании |